# کشکاویج
کشکاویج، روستایی  از توابع بخش کوهسار و در شهرستان سلماس استان آذربایجان غربی ایران است .

## جمعیت
این روستا در دهستان شناتال قرار داشته و بر اساس سرشماری سال ۱۳۸۵ جمعیت آن ۳۳۵نفر (۵۷ خانوار) 
بوده است.